# El valle de los miserables
El valle de los miserables es una película de drama, suspenso, acción y aventura mexicana de 1979, dirigida por René Cardona Jr. y protagonizada por Mario Almada, Ana Luisa Peluffo, Hugo Stiglitz, Alma Muriel y Silvia Mariscal. Esta película está basada en la novela El Valle Nacional de Enrique Albuerne; fue filmada en 1975, pero estrenada en 1979.

## Argumento
En 1909 el exjuez Cristóbal Zamarripa es dueño del Valle Nacional, una plantación de tabaco donde explota a los trabajadores, con apoyo del tirano Porfirio Díaz, quien le envía presos políticos como esclavos. Los demás son enganchados con la promesa de altos salarios, pero acaban debiendo todo en la tienda de raya. Todos son torturados, violados o asesinados cuando protestan. Otro hacendado cuyo hermano fue muerto por Zamarripa y que se enamora de una hija de él, va a ser castigado, pero huye y se vuelve revolucionario. Los esbirros de Zamarripa se traicionan entre ellos y huyen cuando llegan los revolucionarios al mando del hacendado fugitivo. Los presos, al ser liberados, masacran a todos los Zamarripa.

## Reparto
- Mario Almada ... Don Cristobal Zamarripa
- Ana Luisa Peluffo ... Concepción Zamarripa
- Silvia Mariscal ... Margarita Zamarripa
- Alma Muriel ... Marina Guzmán
- Fernando Almada ... Verduguillo
- Ricardo Carrión ... Dr. Felipe Álvarez
- Marianne Sauvage ... Lydia Zamarripa
- Hugo Stiglitz ... Felipe Aguirre
- Jorge Russek ... Pancracio
- René Cardona ... Don Luis Aguirre
- Roberto "Flaco" Guzmán ... Chico
- Guillermo Álvarez Bianchi ... Don Casimiro
- Jose Carlos Ruiz ... Tío Chinto
- Famie Kauffmann "Vitola" ... Doña Virgen
- Farnesio de Bernal ... Sacerdote
- Juan Jose Martínez Casado ... Don Crispín